# Pierre Chaignon
Pour les articles homonymes, voir Chaignon.
Pierre Chaignon (né le 8 octobre 1791 à Saint-Pierre-sur-Orthe en Mayenne et mort le 20 septembre 1883 à Angers en Maine-et-Loire), est un prêtre, jésuite (entré dans la Compagnie de Jésus le 14 août 1819) Il est auteur d’ouvrages spirituels et ascétiques.

## Ouvrages
- Le Salut facilité aux pêcheurs, par la dévotion au très Saint et Immaculé cœur de Marie, dans l'archiconfrérie de Notre-Dame des victoires, Launay-Gagnot, 1841, 3e éd., 138 p. (lire en ligne)
- Nouveau cours de méditations sacerdotales, ou le prêtre sanctifié par la pratique de l'oraison, Angers, Imprimerie et Librairie de Lainé frères, 1858, 15e éd.
- Le Prêtre a l'autel, ou le saint sacrifice de la Messe dignement célébré : souvenir de retraite pastorale, Emmanuel Vitte, 1927, 17e éd., 348 p.
- Le Duel sous l'ancien régime, Imprimerie commerciale de La Sarthe, 1936, 98 p.
- Méditations religieuses : la perfection de l'état religieux fruit de la parfaite oraison, Emmanuel Vitte, 1932, 9e éd., 475 p.
- La Méditation : le fidèle sanctifié par la pratique de l'oraison mentale, Blériot, 1895, 3e éd., 435 p.